# Korzenna (gemeente)
De gemeente Korzenna is een landgemeente in het Poolse woiwodschap Klein-Polen, in powiat Nowosądecki. De zetel van de gemeente is in Korzenna.
De gemeente grenst aan Bobowa, Chełmiec, Ciężkowice, Grybów en Zakliczyn.

## Demografie
De gemeente heeft 13 307 inwoners (30 juni 2004), waarvan: 6590 vrouwen en 6717 mannen. Het gemiddelde inkomen per inwoner bedraagt 1 455,40 zl (Stand op 2002).

## Administratieve plaatsen (sołectwo)
Bukowiec, Janczowa, Jasienna, Koniuszowa, Korzenna, Lipnica Wielka, Łyczana, Łęka, Miłkowa, Mogilno, Niecew, Posadowa Mogilska, Siedlce, Słowikowa, Trzycierz, Wojnarowa.